# Aristolochioideae
Aristolochioideae é uma subfamília de plantas com flor pertencente à família Aristolochiaceae que agruap dois géneros de plantas herbáceas e lenhosas, frequentemente trepadeiras, com crescimento monopodial, flores nitidamente epígeas, com constrição (diafragma) a separar o perianto do ovário, se solitárias, não terminais. Perianto rapidamente caduco após a antese. 

## Descrição
A divisão em tribos e subtribos é muito controversa, mas os dados moleculares permitem distinguir um ramo basal (o género Thottea), um grupo irmão do resto da subfamília, composto por dois ramos diferentes, Isotrema + Endodeca e Pararistolochia + Aristolochia. Este último género foi provisoriamente dividido por alguns autores, mas não chegou a um consenso geral.
Os dois géneros apresentam a seguinte sinonímia:
- Apama Lam. = Thottea Rottb.
- Aristolochia L.
- Asiphonia Griff. ~ Thottea Rottb.
- Bragantia Lour. = Thottea Rottb.
- Ceramium Blume = Thottea Rottb.
- Cyclodiscus Klotzsch = Thottea Rottb.
- Einomeia Raf. =~ Aristolochia L.
- Endodeca Raf. =~ Aristolochia L.
- Euglypha Chodat & Hassl. =~ Aristolochia L.
- Holostylis Duch. =~ Aristolochia L.
- Isotrema Raf. =~ Aristolochia L.
- Lobbia Planch. = Thottea Rottb.
- Pararistolochia Hutch. & Dalziel ~ Aristolochia L.
- Strakaea C. Presl = Thottea Rottb.
- Thottea Rottb.
- Trimeriza Lindl. = Thottea Rottb.